# Orimarga (Orimarga) sarophora
Orimarga (Orimarga) sarophora is een tweevleugelige uit de familie steltmuggen (Limoniidae). De soort komt voor in het Afrotropisch gebied.